# Jon Snow
Pour les articles homonymes, voir Snow.
 (décembre 2023).
Si vous disposez d'ouvrages ou d'articles de référence ou si vous connaissez des sites web de qualité traitant du thème abordé ici, merci de compléter l'article en donnant les références utiles à sa vérifiabilité et en les liant à la section « Notes et références ».
Jon Snow est un personnage fictif de la série de livres Le Trône de fer écrite par George R. R. Martin et de son adaptation télévisuelle Game of Thrones, dans laquelle il est interprété par l'acteur Kit Harington. Son point de vue domine dans les romans et il est l'un des personnages les plus populaires de la série.  
L'intrigue le concernant à la fin de la saison 5 a suscité de vives réactions auprès des fans. Les hypothèses sur ses origines sont nombreuses et ont été un sujet très discuté avant que la vérité ne soit finalement révélée à la fin de la saison 7. Cependant, sans la publication du prochain livre de George R.R. Martin, aucune des hypothèses n'a été confirmée par son créateur ni son retour confirmé.

## Caractéristiques

### D'après le roman de Georges R. R. Martin
Jon Snow apparaît pour la première fois en 1996 dans le livre A Game of Thrones. Il est présenté comme un jeune homme de 14 ans, fils illégitime d'Eddard « Ned » Stark, seigneur de Winterfell. Il est le demi-frère de Robb, Sansa, Arya, Bran et Rickon Stark. Jon est décrit comme ayant hérité du fort caractère des Stark, avec une carrure svelte, un visage allongé, des cheveux noirs et des yeux gris. Jon a pour nom de famille Snow, nom traditionnellement donné aux enfants illégitimes du Nord, ce qui contrarie Catelyn Stark, la femme de Ned, lui rappelant l'infidélité de son mari.  
Jon a le même âge que Robb, et entretient une bonne relation avec ses frères et sœurs, particulièrement avec Arya qui ressemble à Jon et qui comme lui, n'a pas l'impression d'être intégrée à sa famille. Ned traite Jon à l'égal de ses autres enfants. Jon a pourtant appris à être indépendant et à se débrouiller tout seul lorsque c'est nécessaire. Jon adore son père, mais a le cœur brisé quand Ned refuse de lui dévoiler l'identité de sa mère.  
Au tout début de l'histoire, Jon adopte un loup géant albinos portant le nom de Fantôme. Plus tard, il découvre qu'il peut « habiter » le loup et lui faire partager ses expériences. 
En grandissant, Jon s'adapte, prouvant qu'il peut être raisonnable, compatissant et un chef naturel. Au cours de la série, la loyauté de Jon envers la Garde et ses vœux, sa famille et même Westeros sont mis à l’épreuve mais il reste fidèle à son engagement.

### D'après la série télévisée de HBO
David Benioff et D. B. Weiss, les créateurs et réalisateurs de la série télévisée, expliquent que Jon est l'un des nombreux personnages de la série qui doivent « affronter de dures vérités sur le monde dans lequel ils vivent et s'adapter à ces vérités » parce que « la plupart d'entre eux doit faire face à cette difficulté sans perdre de vue leur identité. »,. Ned Stark apprend à ses enfants le commandement, l'altruisme, le devoir et l'honneur. Suivre l'exemple de son père devient plus difficile pour Jon qui fait face aux défis sur son identité, en tant qu'homme, Stark et frère de la Garde de nuit. Benioff et Weiss note que « Jon Snow essaie de vivre avec honneur, tout en sachant que souvent cet honneur a assassiné les membres de sa famille »,.   

### D'après les critiques
Il est considéré comme étant l'une des « plus belles créations » de Martin. 
David Orr du New York Times décrit Jon Snow comme étant un personnage « complexe, réfléchi et fondamentalement bon »,.  
Laura Prudom du magazine Variety écrit à propos de l'épisode La Bataille des bâtards de la saison 6 que Jon « a les mêmes défauts que Ned Stark, il se bat avec honneur contre des adversaires trop disposés à utiliser contre lui cette moralité prévisible »,.  
Plusieurs critiques du livre A Dance with Dragons, publié en 2011, notent le retour à la narration de Jon Snow, Daenerys Targaryen et Tyrion Lannister, trois personnages populaires qui ont manqué aux fans dans le livre précédent : A Feast for Crows,,. Dans le livre A Dance with Dragons, l’autorité de Jon en tant que lord commandant est remise en cause par plusieurs évènements, incluant une union avec les sauvageons, les demandes de Stannis Baratheon qui voudrait être roi et diverses factions en conflit se développent au sein de la Garde,. Le New York Times écrit que « les talent de leader de Jon, font de lui le meilleur espoir de Westeros, il est donc naturel qu'il soit en danger imminent dans A Dance with Dragons »,. James Hibberd du Entertainment Weekly décrit le chapitre final de Jon dans A dance with Dragons comme étant « un chapitre difficile en ce qui concerne les attentes des fans. On part de très haut avec Jon qui donne ce discours vibrant sur le fait d'aller à la poursuite du diabolique Ramsay Bolton à une descente totale lorsque ses hommes se retournent contre lui »,.    

### D'après les hypothèses sur le prochain livre
La présence de Jon dans le prochain livre The Winds of Winter est incertaine.   

« Était-ce des erreurs ? Je pense que c'était des erreurs en quelque sorte car elles l'ont amené à perdre le contrôle d'une partie de son groupe. Mais des décisions auraient été plus sages et nécessaires en termes de protection du Royaume pour faire face à la menace des marcheurs blancs. Je suis un passionné d'Histoire et tout au long de cette histoire, il y a toujours la question « Est-ce une bonne ou une mauvaise décision ? ». Avec le recul, vous vous rappelez des combats perdus et vous dites : « Le général qui a perdu une bataille est un idiot ». Est-ce que Napoléon était un génie pour les batailles remportées ? ou un idiot pour perdre à Waterloo ? En partie, je réagis aux fantasmes qui précèdent. La décision est difficile,  qu'on soit lord commandant de la Garde de nuit ou roi d'Angleterre. Ces décisions difficiles ont des conséquences. Nous laissons Jon prendre le contrôle de la Garde de nuit et faire face aux sauvageons ainsi qu'à la menace au-delà du Mur. »

— George R.R. Martin, à propos des erreurs de Jon Snow, Entertainment Weekly,

## Résumé
- Si vous ne connaissez pas le sujet, laissez ce bandeau (vous pouvez alors contacter les auteurs).
- Si vous supprimez le contenu mis en cause (vous pouvez préalablement contacter les auteurs),

argumentez précisément cette suppression dans la page de discussion
(un manque de référence n'est pas un argument ; une recherche réelle de référence doit avoir été effectuée, être formellement documentée).

### Partie commune aux livres et série télévisée
Jon est présenté comme le fils illégitime de Ned Stark, seigneur de Winterfell, une ancienne forteresse au nord du continent fictif de Westeros. Réalisant que son statut de bâtard limite son avenir, Jon suit son oncle vers l'extrême nord et accepte l'honorable mission de rejoindre la Garde de nuit qui protège le continent contre ceux qui vivent au-delà du Mur. Il reste ainsi éloigné du conflit qui ravage le Royaume des Sept Couronnes. 
Il rejoint un groupe enquêtant sur une ancienne menace : les marcheurs blancs. Il parvient à infiltrer les sauvageons et découvre alors leur plan pour envahir Westeros. Il y rencontre la féroce guerrière sauvageonne Ygritte dont il tombe amoureux. Cependant, il décide de les trahir avant qu'ils ne passent à l'attaque restant ainsi loyal à la Garde de la nuit. La bataille contre les sauvageons est une victoire pour la Garde, mais Jon y perd la femme qu'il aime.  
Devenu lord commandant, il tente de négocier une alliance avec les sauvageons mais est trahi et poignardé par des membres de la Garde refusant cette alliance. 

### Partie spécifique à la série télévisée
Jon Snow revient d'entre les morts, encore marqué des coups de poignard. À la suite de cette trahison, Jon décide de quitter la Garde de nuit, non sans avoir fait pendre les coupables. À son départ de Châteaunoir, sa sœur Sansa échappée de Winterfell le rejoint, escortée par Brienne et Podrick. Après d'émouvantes retrouvailles, Sansa demande à Jon de l'aide dans la reconquête de Winterfell pour reprendre leur maison des mains des Bolton. Comprenant que Ramsay règne désormais seul sur le Nord après s'être débarrassé de son père, Jon et Sansa s'accordent alors pour reprendre Winterfell malgré leur sous-effectif. Avec l'aide des chevaliers du Val ramenés par Sansa et Littlefinger, Jon gagne la bataille des bâtards contre Ramsay Bolton et est nommé Roi du Nord. Ses débuts en tant que Roi du Nord se passent assez mal; sa sœur Sansa lui reproche de ne pas écouter ses conseils. Il reçoit un message de son ami Samwell Tarly dont il a fait connaissance à la Garde de nuit. Celui-ci lui l'informe de la présence de Verredragon, l’arme lui permettant de tuer les marcheurs blancs, à Peyredragon, une forteresse récemment capturée par Daenerys Targaryen. 
Jon décide de s’y rendre prétendant qu’il a besoin d’alliés et de Verredragon laissant le Nord aux mains de sa sœur Sansa. Là-bas, la Reine des dragons lui demande de se soumettre contre la protection du Nord, ce qu’il refuse. Elle l’autorise cependant à extraire le Verredragon. Il reçoit par la suite une lettre l'informant que Bran et Arya sont vivants. 
Il décide d’aller chercher un mort-vivant dans une mission périlleuse par-delà le Mur pour le montrer à Cersei et la convaincre de combattre à leurs côtés. Le groupe mené par Jon est finalement piégé au milieu d'un lac gelé. Daenerys surgit ses trois dragons qui brûlent nombre d'assaillants Marcheurs blancs. Le Roi de la Nuit en profite pour atteindre le dragon Viserion en plein vol ; mortellement touché, l'animal chute dans le lac gelé sous l'effroi de sa Mère. Jon demande à la reine de fuir, puis est sauvé in extremis par Benjen Stark qui lui laisse sa monture et protège ses arrières en combattant jusqu'à la mort. Jon parviendra à rejoindre Daenerys sur un bateau en destination du Sud. 
Finalement, Jon se soumet à Daenerys et ils développent une relation amoureuse. Pendant ce temps-là Samwell et son frère Bran découvrent la véritable identité de Jon : il est Aegon Targaryen, l'unique fils de Rhaegar Targaryen et de Lyanna Stark, ce qui fait de lui le neveu de son amante et l'héritier légitime du Trône de fer.  
Cersei se prépare à accueillir la délégation de Daenerys à Fossedragon. Jon évoque l'armée des morts mais Cersei croit à une feinte pour la piéger. Le Limier libère alors le mort-vivant capturé qui méduse l'assemblée, avant qu'il ne soit achevé par l'épée et les flammes. Cersei reconnaît également le péril et accepte la trêve, Cersei promet alors à Daenerys et Jon d'allier leurs forces communes pour affronter les Marcheurs blancs. 
À son retour à Winterfell, Jon apprend ses origines ce qui le bouleverse et conscient de leur affiliation, brise sa relation avec Daenerys malgré le fait qu’il soit toujours amoureux d’elle. Ils livrent une bataille contre le roi de la nuit. Après une bataille épique contre des ennemis qui ne cessent de se relever, alors que la cité du Nord est sur le point de tomber, le Roi de la Nuit parvient au Bois Sacré pour tuer Bran Stark, accompagné de tous ses lieutenants. N'ayant plus rien pour le stopper, le chef des Marcheurs Blancs s'avance jusqu'à Bran et s’apprête à l'achever. Mais Arya jaillit soudainement derrière lui et parvient à lui planter sa dague en acier valyrien dans le cœur, provoquant sa désintégration tout comme celle des autres Marcheurs blancs dans la foulée, ainsi que l'anéantissement du dragon spectre et de toute l'Armée des Morts.  
Ensuite, Jon suit Daenerys dans sa marche vers Port Réal. Dans sa colère, Daenerys attaque et brûle la ville de Port Réal et ses habitants. Tyrion persuade alors Jon que Daenerys est tombée dans la folie et qu’elle est prête à massacrer des innocents pour atteindre la création de son monde idéal. Jon tente de la faire changer d'avis mais devant son refus, il est contraint, malgré son amour pour elle, de la poignarder lors d’une dernière étreinte sauvant ainsi la vie à des millions d’innocents. Par la suite, les seigneurs de Westeros proclament alors Brandon Stark roi des six couronnes car Sansa souhaite l'indépendance du Nord.
Pour le meurtre de Daenerys, Jon est condamné à réintégrer la Garde de nuit. À son arrivée à Châteaunoir, Jon est accueilli par le peuple libre, Tormund et son loup Fantôme. Le groupe prend ensuite la route des terres de glace au-delà du Mur.

## Histoire

### Dans la série

#### Saison 1
Dans la première saison, Jon Snow, le fils illégitime de Ned Stark, rejoint la garde de nuit. Il arrive au mur suivi de son loup, nommé Fantôme, pour découvrir que l'ordre n'est plus que l'ombre de lui-même. Élevé pour être un combattant talentueux avec un sens aigu de la justice et de l'honneur, Jon Snow est de premier abord méprisant envers ses compagnons d'armes, qui sont, pour la plupart, de basse naissance (ou défavorisés), non entraînés au combat, criminels et exilés. Dans l'épisode Lord Snow, Tyrion Lannister le persuade de mettre de côté ses préjugés et d’aider les autres à s’entraîner aux armes. Jon Snow se lie d'amitié avec Samwell Tarly, un lâche maladroit, en surpoids, qui est plus un intellectuel qu'un guerrier. Jon Snow prononce ses vœux (le serment d’allégeance) mais est déçu de devenir le majordome du Lord Commandant Jeor Mormont plutôt que d'être un garde dans l'épisode Gagner ou Mourir. Sam attire l'attention sur le fait que Jon est vraisemblablement préparé à devenir commandant. Jon Snow sauve Mormont d'une étrange créature dans l'épisode Frapper d'estoc, et dans l'épisode Baelor, Mormont lui donne, en remerciement, l'épée ancestrale de la Maison Mormont, Longclaw, forgée en acier valyrien, avec une poignée sculptée en tête en loup, faite sur mesure pour Jon. Il apprend l'exécution de son père pour trahison dans l'épisode De feu et de sang, même s'il est tenté de quitter le mur pour aider sa famille, son sens du devoir l'oblige finalement à rester.

#### Saison 2
Dans la deuxième saison, Jon Snow est témoin des agissements de Craster, un vieil homme avec plusieurs femmes qui épouse ses propres filles, sacrifiant son fils nouveau-né aux Marcheurs blancs dans l'épisode Les Contrées nocturnes. Plus tard, il participe à une fête avec  Qhorin Halfhand. Jon Snow est chargé de tuer un prisonnier sauvageon, la guerrière Ygritte. Il se sent inapte à la combattre dans l'épisode Les Anciens et les Nouveaux Dieux et Ygritte s'enfuit tandis que Jon Snow la poursuit avec ses camarades dans l'épisode Le Prince de Winterfell. Qhorin ordonne à Jon de faire semblant d'être inapte afin de rejoindre les sauvageons pour découvrir leurs plans. Dans l'épisode Valar Morghulis, Qhorin met en scène une bagarre et demande secrètement à Jon Snow de le tuer afin de gagner la confiance des sauvageons. Jon le fait et rencontre Mance Rayder, le roi des sauvageons, derrière le mur.

#### Saison 3
Durant la troisième saison, Jon Snow jure fidélité à Mance et voyage avec les sauvageons, il apprend qu'ils vont tenter d'escalader le mur et essayer de forcer le chemin au sud du mur. Ygritte séduit Jon et couche avec lui dans l'épisode Baisée par le feu. Lorsque Jon refuse de tuer un homme innocent pour prouver sa loyauté dans l'épisode Les Pluies de Castamere, il est alors attaqué par les autres sauvageons mais il parvient à s'enfuir. Dans l'épisode Mhysa, il est poursuivi par Ygritte qui lui décoche trois flèches avant qu'il ne réussisse à s'échapper à nouveau et à retourner à Châteaunoir.

#### Saison 4
Dans l'épisode Deux épées, Alliser Thorne et Janos Slynt demandent l'exécution de Jon pour s'être trop lié avec les sauvageons, mais maestre Aemon est convaincu de la loyauté de Jon à la Garde et le libère. Dans l'épisode Premier du nom, Jon se rend au manoir de Craster où quelques hommes de la Garde se sont mutinés et ont assassiné le Seigneur Commandant Mormont. Après avoir battu les mutins, Jon retrouve Fantôme. Les sauvageons de Tordmund attaquent le château noir pendant que l'armée de Mance assiège la Garde dans l'épisode Les Veilleurs au rempart. Les sauvageons sont repoussés, mais lorsqu'Ygritte se retrouve face à Jon Snow, Olly lui tire une flèche dans le dos, et elle meurt dans les bras de Jon. Avant que Jon puisse négocier avec Mance ou le tuer, l'armée de Stannis Baratheon arrive. Dans l'épisode Les Enfants, une puissante charge de cavalerie menée par Stannis Baratheon et Davos dévaste le camp des sauvageons ; Mance se rend et Stanis le fait prisonnier.

#### Saison 5
Dans l'épisode 1, Jon Snow ne parvient pas à convaincre Mance Rayder d'accepter l'autorité de Stannis Baratheon, et celui-ci décide alors de condamner Mance à être brûlé vif ; devant ce spectacle, Jon met fin aux souffrances de Mance en le tuant d'une flèche dans le cœur. 
Lors de l'épisode 2, Stannis offre à Jon d'être légitimé en tant que membre à part entière de la famille Stark, et lui propose de devenir le seigneur de Winterfell s'il quitte la Garde de nuit et lui apporte son soutien ; mais Jon refuse cette offre. Samwell propose ensuite Jon Snow comme Lord Commander ; Jon est alors élu grâce au vote décisif d'Aemon. 
Dans l'épisode 3, Jon Snow, à Castle Black, nomme Thorn comme Premier Ranger ; mais lorsque Slynt désobéit à ses ordres, Jon le met à mort. Dans le chapitre suivant, Melisandre tente de séduire Jon pour le convaincre d'accompagner Stannis à Winterfell.
Finalement, Jon choisit de rester fidèle à la Garde, et choisit de laisser Tormund partir afin qu'il réunisse les Sauvageons restant pour leur faire passer le mur avant l'arrivée de l'armée des morts. Tormund lui demande de venir avec lui, et ils partent alors pour Durlieu avec des navires offerts par Stannis Baratheon.
Lors de la rencontre avec les Sauvageons, ceux-ci ont du mal à faire confiance au Lord commandant de la Garde de Nuit, mais subissent alors une attaque de l'armée des morts, et finissent par battre en retraite sur les navires de Stannis pour survivre. Jon tue un Marcheur Blanc avec son épée en acier Valyrien, mais des centaines de Sauvageons sont massacrés.
À son retour à Châteaunoir, les Sauvageons passent le Mur malgré la méfiance de nombreux frères de la Garde de Nuit.
Finalement, un groupe de frères jurés de la Garde, dont Alliser Thorne et Olli, considérant que Jon Snow a trahi la Garde en protégeant les Sauvageons, lui tendent un piège et l'assassinent à coups de poignards dans le coeur.

#### Saison 6
Le corps de Jon est retrouvé par Sir Davos, et les alliés de Jon, dont Edd La Douleur et Sir Davos, s'enferment dans une salle de Châteaunoir. Ils sont menacés de mort par Sir Alliser, désormais dirigeant de la Garde de Nuit, s'ils ne se rendent pas. À la faveur de la nuit, Edd quitte Châteaunoir pour aller chercher les Sauvageons au sud du mur.
Alors que Sir Alliser veut mettre ses menaces à exécution, les Sauvageons arrivent à Châteaunoir et les traîtres doivent se rendre devant le nombre important de Sauvageons, les traitres sont alors emprisonnés.
La sorcière rouge Mélisandre, sur la demande de Sir Davos, tente un rituel pour ramener Jon à la vie. Au départ rien ne se passe, mais Jon finit par revenir de la mort, choqué d'avoir été assassiné pour ses idées. Il pend les traitres, dont Sir Alliser et Olli, son ancien aide de camp, et confie le commandement de la Garde de Nuit à Edd, et quitte Châteaunoir en déclarant que sa Garde est terminée : il a en effet donné sa vie à la Garde de Nuit ce qui le délivre de son serment.
Au même moment Sansa Stark, accompagné de Lady Brienne et Podrick Payne arrivent à Châteaunoir. Jon les accueille, soulagé que sa demi-sœur soit encore en vie. Celle-ci lui raconte ce qu'elle a subi et pourquoi il faut reprendre le Nord aux Bolton, afin de reprendre son fief de Winterfell.
Jon lui explique qu'il est lassé de se battre, mais finit par accepter sa demande. Sansa, Jon et Sir Davos font alors le tour des maisons nordiennes afin de leur demander d'honorer leur allégeance à la maison Stark. Les négociations sont difficiles et Jon obtient peu d'hommes, mais a l'appui de l'armée des Sauvageons, obligés de se battre de nouveau pour survivre, car menacés directement par un message de Ramsay Bolton, désormais Gouverneur du Nord après avoir assassiné son père.
Sansa Stark voit que l'armée des Bolton est bien plus forte que l'armée de Jon, et envoie donc un corbeau en secret à Lord Baelish, seigneur du Val, pour lui demander son appui.
La bataille entre les forces des Bolton et des Stark s'engage, la Bataille des Bâtards, car Jon ne veut pas attendre plus longtemps malgré les demandes de sa sœur. Rickon Stark, détenu par les Bolton, est exécuté avant le début de la bataille sous les yeux de Jon. Rapidement, les forces des Stark et des Sauvageons se retrouvent encerclées et dominées par les Bolton. Mais finalement les forces du Val arrivent avec Lord Baelish à leur tête et permettent à Jon de remporter la bataille. Ramsay est passé à tabac par Jon, puis emprisonné, et finalement dévoré par ses propres chiens sous les ordres de Sansa.
Les Stark reprennent leur place à Winterfell, et les seigneurs du Nord qui avaient rejoints les Bolton reconnaissent leur erreur. Jon a vengé les Noces Pourpres, et, malgré son statut de bâtard, il est nommé Roi du Nord à l'unanimité par les seigneurs nordiens. Néanmoins, on remarque que Sansa Stark et Lord Baelish peinent à masquer leur déception : ils souhaitaient tous deux que Sansa soit nommée Reine du Nord...

#### Saison 7
Jon est conscient de la menace que représentent les Marcheurs Blancs pour les avoir combattus à Durlieu, et tente de préparer les Nordiens à se défendre. Il demande aux maisons Ombles et Kar-Stark, qui avaient trahies les Stark, de renouveler leur allégeance et leur rend leurs terres et leurs titres, malgré la désapprobation de Sansa et des autres seigneurs nordiens. Les Sauvageons sont assignés à la défense des forteresses du Mur.
Il reçoit un corbeau de Samwell Tarly, son ami de la Garde de Nuit actuellement à Villevieille pour devenir Mestre, indiquant qu'une grande quantité de Verredragon, minerai permettant de tuer les Marcheurs Blancs, se trouve sous la forteresse de Peyredragon, sur une île située dans le Détroit.
Il reçoit également un autre corbeau de Tyrion Lannister, main de la reine Daenerys de la maison Targaryen, siégeant actuellement à Peyredragon, l'invitant à se rendre dans la forteresse Targaryenne afin de faire serment d'allégeance à Daenerys. Ses conseillers lui déconseillent d'y aller, car son oncle Brandon et son grand-père Rickard avaient été brûlés vifs par le roi Aerys II, père de Daenerys, alors qu'ils avaient été invités à Port-Real.
Déterminé à sauver le Nord à tout prix, et espérant trouver en Daenerys une alliée dans la guerre contre les Marcheurs Blancs, il part pour Peyredragon avec Sir Davos.
Arrivé là-bas, Daenerys exige son allégeance, mais Jon refuse, les Nordiens lui ont donné sa confiance et il ne peut les trahir en pliant le genou. Il tente de convaincre Daenerys de l'aider, c'est une question de survie, mais elle a du mal à le croire. Elle lui accorde tout de même le droit d'extraire le Verredragon, qui ne représente rien pour elle.
Jon montre finalement à Daenerys d'anciennes gravures dans les mines de Peyredragon, montrant les Marcheurs Blancs se battant contre l'union des Premiers Hommes et des Enfants de la Forêt. Peu à peu, Daenerys commence à faire confiance à Jon, qui tombe quant à lui sous le charme de la Reine des Dragons, mais elle ne peut se laisser distraire à cause de la guerre contre Cersei pour le trône de fer.
Finalement Tyrion propose d'aller chercher un mort et de l'amener à Cersei pour la convaincre de la réalité de la menace de Marcheurs Blancs, et ainsi qu'elle appuie les forces nordiennes ainsi que celles de Daenerys contre ce fléau.
Une expédition se monte, Jon Snow à sa tête, accompagné par Sir Jorah Mormont et Gendry Rivers ainsi que Sir Davos, ils partent pour Fort-Levant, où ils reçoivent le soutien de Thormund, et de ses prisonniers, Beric Dondarrion, Thoros de Myr et Sandor Clegane. 
Ils partent au-delà du Mur et parviennent à capturer un mort isolé. Mais Thoros de Myr est tué par un ours au service des marcheurs blancs et le groupe se retrouve encerclé par l'armée des morts, sur une petite île au milieu d'un lac gelé. 
Gendry, qui a pu s'échapper avant l'attaque, retourne à Fort-Levant et envoie un corbeau à Daenerys à Peyredragon. Celle-ci choisit de réagir et part avec ses 3 dragons secourir l'expédition. Au cours du sauvetage, un des dragons, Viserion, est tué par le Roi de la Nuit et Daenerys doit battre en retraite. Malheureusement Jon n'a pas pu monter sur les dragons et se retrouve seul au milieu de l'armée des morts. 
Il est sauvé par l'arrivée de son oncle Benjen Stark, perdu depuis des années au-delà du Mur, qui se sacrifie pour lui sauver la vie. Jon et Daenerys se retrouvent à Fort-Levant, et voguent vers Peyredragon. 
Jon, reconnaissant envers Daenerys qui a sacrifié un de ses dragons pour le sauver, décide de faire serment d'allégeance à Daenerys, voyant qu'elle pourrait rendre le monde meilleur comme souveraine des 7 Couronnes.
Daenerys, son armée, Jon et Tyrion se rendent alors à Port-Real négocier avec Cersei. Celle-ci accepte une trêve en échange de la neutralité de Jon dans la guerre entre Cersei et Daenerys. Celui-ci refuse car il a déjà juré fidélité à Daenerys. Tyrion décide alors d'aller voir sa sœur pour tenter de la convaincre de les aider. Celle-ci finit par accepter une trêve ainsi que d'envoyer son armée combattre les Marcheurs Blancs.
Sur le bateau du retour, Jon rentre dans la cabine de Daenerys et ils font l'amour pour la première fois.
Dans un même temps, Brandon Stark, revenu à Winterfell, et devenu la Corneille à trois yeux, pouvant ainsi voir le présent et le passé, découvre grâce à Samuel Tarly, revenu de Villevieille, la véritable identité de Jon : il n'a jamais été le bâtard de Ned Stark, mais est en fait le fils légitime de Rhaegar Targaryen et de Lyanna Stark, mariés en secret. 
Ned Stark avait créé ce mensonge pour protéger Jon de la vengeance de Robert Barathon durant la rébellion.
Le véritable nom de Jon est donc Aegon Targaryen, VIeme du nom, roi légitime des Andals et des Premiers Hommes, et Protecteur des 7 Couronnes. Il est ainsi également le neveu de Daenerys.

#### Saison 8
De retour à Peyredragon, Jon et Daenerys embarquent les armées des Dothrakis et des Immaculés, et voguent vers Blancport afin de rejoindre Winterfell pour combattre les Marcheurs Blancs.
Ils sont accueillis par Sansa et Bran, mais l'accueil du peuple nordien envers cette armée étrangère est glacial. Jon est heureux de retrouver Bran et Arya après toutes ces années. 
Jon, au cours d'une sortie avec Daenerys, chevauche pour la première fois un dragon, Rhaegal. Les armées du Nord tiennent un conseil de guerre pour discuter de la manière de combattre les Marcheurs Blancs, qui ont réussi à passer le Mur grâce à Viserion, mis au service de l'armée des morts par le Roi de la Nuit après sa mort.
La tension est palpable entre Sansa et Daenerys car la fille Stark refuse de reconnaître la souveraineté de la Mère des Dragons, et souhaite toujours obtenir l'indépendance du Nord, ce que Daenerys refuse, puisque le Nord fait partie des 7 Couronnes.
Theon Grejoy rejoint Winterfell pour combattre aux côtés des Stark et racheter ses fautes passées.
Il en est de même pour Jaime Lannister, qui a quitté Port-Real car sa sœur a trahi sa promesse d'envoyer son armée combattre les morts. Bran choisit de taire ce qu'il lui a fait, et Jon lui accorde le droit de rester en vie pour se battre avec les vivants malgré la réticence de Daenerys.
Jon finit par apprendre de Samwell Tarly sa véritable identité. Il est très choqué, mais refuse de se poser en prétendant au trône de fer et souhaite rester fidèle à Daenerys. Peu avant la bataille, dans la crypte, il avoue à Daenerys sa véritable identité, mais les cloches sonnent, annonçant l'arrivée de l'armée des morts avant qu'ils ne puissent en discuter.
La bataille s'engage et Jon et Daenerys incendient l'armée des morts du haut de leurs dragons, jusqu'à l'arrivée du Roi de la Nuit chevauchant Viserion. Le combat s'engage et Rhaegal est gravement blessé, s'écrasant au sol, mais Daenerys parvient à désarçonner le Roi de la Nuit. 
Jon repère celui-ci au sol et se dirige vers lui pour en finir avec cette guerre. Le Roi de la Nuit réanime alors les soldats tombés au combat, et Jon se retrouve encerclé de morts-vivants, sans pouvoir atteindre son ennemi.
Drogon brûle les morts, sauvant ainsi la vie de Jon, et ce dernier décide alors de partir en direction du bois sacré pour protéger Bran, seulement entouré par Theon et les Fer-nés.
Il se retrouve finalement bloqué par Viserion, lui aussi blessé et tombé au sol, mais Arya parvient à tuer le Roi de la Nuit avant qu'il ne s'en prenne à Bran, mettant ainsi fin à la guerre.
Jon prononce un discours le lendemain, rendant hommage aux victimes de la guerre, et s'ensuit un banquet pour célébrer la victoire. 
Jon est vu comme un héros, aimé et admiré, ce qui attriste Daenerys, qui ne sent au contraire aucun amour du peuple pour elle. Elle fait part de ses doutes à Jon, et le supplie de ne révéler son identité à personne, car cela risquerait de les détruire. Mais Jon lui explique qu'il doit le dire à Arya et à Sansa, ce qu'il fait, en leur faisant jurer de garder son secret. Par ailleurs, Jon ne parvient pas à maintenir son amour pour Daenerys à cause du lien de sang qui les unit, ce qui désole la targaryenne.
Mais Sansa trahit ce secret en le révélant à Tyrion, qui le révèle à Varys, ce qui remet en cause l'allégeance de l'ancien maître-espion de Port-Real.
Jon assure le soutien des armées nordiennes à Daenerys pour partir attaquer Port-Real, malgré les réticences de Sansa. Il part vers le Sud pendant que Daenerys retourne à Peyredragon, où elle se fait surprendre par la flotte d'Euron Grejoy. Rhaegal est tué et Missandei est capturée et ramenée à Port-Real. S'ensuit alors une tentative de negociations entre Tyrion et Cersei, mais cette dernière exécute finalement sa prisonnière sous les yeux de Daenerys. 
Finalement, la guerre s'engage entre Daenerys et Cersei, les armées de la reine Targaryenne sont bien supérieures, et elles prennent rapidement l'avantage. Les cloches sonnent, annonçant la réédition de la ville. Mais Daenerys, folle de rage par la perte de son dragon et de sa conseillère et amie, met à sac la cité par les flammes de son dragon. 
Jon tente quant à lui de contenir les armées de la Reine des Dragons pour éviter un massacre, en vain.
La victoire de Daenerys est totale, et elle prend le pouvoir. Tyrion, accablé par tant de massacres inutiles, jette son insigne de Main de la Reine de désapprobation, et est fait prisonnier par Daenerys pour trahison.
Jon rend visite à Tyrion, qui lui explique que la soif de pouvoir de Daenerys n'en est qu'à ses débuts, qu'elle est une menace pour le peuple et qu'il est le seul à pouvoir protéger Westeros désormais.
Jon tente de convaincre Daenerys qu'elle a fait une erreur et que les massacres ne sont pas un moyen pour "briser la roue du destin". Mais devant la réaction de la Mère des Dragons, il doit se rendre à l'évidence de sa folie. Il lui plante finalement un poignard dans le cœur lors d'une dernière étreinte, pour sauver le peuple de Westeros, puis finit ravagé par la tristesse d'avoir dû en arriver là. 
Il est épargné par Drogon, qui comprend que Jon a tué sa mère, grâce à son sang Targaryen, mais est fait prisonnier par les Immaculés à cause de son geste.
Bran est élu roi, et le condamne finalement à l'exil à la Garde de Nuit afin d'éviter une guerre entre Immaculés et Nordiens.
Jon fait alors ses adieux, sans pardonner pour autant à Sansa sa haine envers Daenerys, qui a causé en quelque sorte sa folie, et part pour le Mur.
Il y retrouve Tormund, franchit finalement le Mur et part vivre avec les Sauvageons, brisé par ce qu'il a dû faire.

### Dans les romans
Jon Snow est né d'une relation adultère d'Eddard Stark lorsqu'il était parti combattre aux côtés de Robert Baratheon pour mener la rébellion contre le Roi Fou, Aerys Targaryen. Quand il revient à Winterfell, Eddard reconnaît Jon comme son fils devant la Cour, dont sa femme Catelyn qui lui a également donné un fils, Robb. Jon, malgré son état de « bâtard », grandit parmi ses demi-frères et sœurs, en étant particulièrement proche d'Arya et Robb nouant avec ce dernier une rivalité cordiale.
Lorsque Eddard Stark est mandé par le roi Robert Baratheon pour être sa Main (Premier ministre), Jon, ne pouvant rester à Winterfell avec sa belle-mère qui ne l'apprécie guère, décide de s'enrôler pour la Garde de Nuit où officie son oncle Benjen, frère d'Eddard. Avant de partir, il offre une épée courte à Arya, nommée Aiguille. Lors du voyage vers le Mur, Jon se lie d'amitié avec Tyrion Lannister venu visiter la Garde de Nuit. Arrivé sur le Mur que la Garde est chargée de défendre contre les Sauvageons et les Autres, Jon déchante bien vite. Ses nouveaux Frères jurés sont pour la plupart d'anciens voleurs, braconniers ou violeurs qui, loin d'être entrés volontairement dans la Garde comme lui, n'ont pas eu le choix. Malgré des débuts difficiles pour s'imposer (ses camarades le nomment ironiquement « lord Snow », terme qu'il déteste) et la prise en grippe de ser Alliser Thorne, maître d'armes de la Garde, Jon finit néanmoins par se lier d'amitié avec plusieurs de ses condisciples, Grenn, Pyp et surtout Samwell Tarly.
Non loin du Mur, Fantôme découvre les cadavres de deux membres de la Garde disparus peu de temps auparavant. Les corps sont ramenés de l'autre côté du Mur pour être enterrés, mais ils se relèvent et attaquent le lord Commandant Jeor Mormont. Heureusement, Jon et Fantôme interviennent et sauvent la vie du Lord Commandant. Afin de remercier Jon, le lord Commandant Mormont lui offre son épée en acier valyrien, Grand-Griffe, et fait de lui son aide de camp.
À la suite des récents mouvements des sauvageons et de la disparition de Benjen Stark, le lord Commandant décide de lancer une grande offensive au-delà du Mur contre les forces de Mance Rayder. Pendant ce temps Jon, apprenant la mort de son père et le couronnement de son demi-frère, décide alors de rompre ses vœux et de rejoindre Robb, mais ses amis parviennent à lui faire reprendre raison. Jon et les autres membres de la Garde de nuit partent donc en expédition dans les contrées du nord, où ils sont rejoints par des hommes venant de Tour Ombreuse, dont le fameux Qhorin Mimain. Grâce aux informations fournies par le sauvageon Craster, le lord Commandant en apprend plus sur les positions de Mance Rayder et décide d'envoyer en reconnaissance Mimain, qui demande à Jon de faire partie de son équipe.
Mimain, Jon et quelques autres hommes se rendent alors aux sources de la Laiteuse afin de comprendre la raison des mouvements sauvageons. Ils éliminent en chemin un groupe d'éclaireurs sauvageons, mais Jon laisse s'enfuir une des sauvageonnes, prénommée Ygrid. Finalement découverts et pourchassés par les sauvageons, Mimain ordonne à Jon de s'infiltrer parmi eux, de se faire passer pour un déserteur et un parjure puis de retourner révéler tout ce qu'il aura vu au lord Commandant. Jon tue Mimain pour prouver sa loyauté aux sauvageons, et rejoint leurs rangs. Il est conduit devant leur roi, Mance Rayder, un ancien membre de la Garde de Nuit devenu roi d'au-delà du Mur.
Conformément aux ordres de Mimain, Jon marche de concert avec les sauvageons, mais il finit par tomber amoureux d'Ygrid, la sauvageonne qu'il avait aidé à s'enfuir. Jon est en proie à un dilemme cornélien, tiraillé entre ses sentiments amoureux et son sens du devoir. Envoyé avec un groupe de sapeurs prendre Châteaunoir par surprise en le contournant, Jon finit par choisir la loyauté et court avertir ses Frères jurés de la menace qui pèse sur eux. Une grande bataille a lieu entre les sauvageons et les membres de la Garde. Ces derniers ne doivent leur salut qu'à l'arrivée inopinée du roi Stannis Baratheon qui a répondu à l'appel au secours de la Garde alors que rien ne le présageait.
Une fois la bataille finie, des élections ont lieu afin de choisir un nouveau lord Commandant. En effet, Mormont et ses hommes ont subi une attaque des Autres, et le lord Commandant a été tué par des déserteurs de la Garde lors du repli des survivants. Le roi Stannis fait convoquer Jon et lui fait une proposition, il lui propose de le défaire du stigmate de sa bâtardise, et de faire de lui Jon Stark, seigneur de Winterfell, afin d'éviter que Winterfell ne tombe aux mains des Lannister par l'intermédiaire de Sansa. Jon est tenté d'accepter, mais contre toute attente, il est élu 998e lord Commandant de la Garde de Nuit.
Il fait partir l'enfant de Mance Rayder, pour le sauver du feu de Mélisandre, en l'envoyant à Villevieille avec Sam, Vère et le mestre Aemon. Jon conseille à Stannis Baratheon d'aller dans les montagnes, trouver des hommes de clan qui se joindront à lui pour reprendre Winterfell. Et ainsi, lui laisser les sauvageons dont il aura besoin pour renforcer la garde de nuit. Il cherche aussi à rallier d'autres sauvageons partis à Durlieu.
Jon Snow reçoit une lettre de Fort-Terreur lui annonçant le mariage d'Arya avec Ramsay Bolton (en réalité Jeyne Poole, la meilleure amie de Sansa, qui doit se faire passer pour Arya pour légitimer la domination des Bolton sur le Nord). Mélisandre vient lui apprendre qu'elle a vu dans ses flammes une jeune fille fuyant son mariage et compte l'aider en envoyant Mance Rayder sauver sa sœur. La fille est sauvée par une patrouille de la garde mais, lorsque Jon la voit, il s'agit en fait de la fille de Lord Karstark, Alys. Elle lui demande de l'aide car son grand-oncle Arnolf veut la marier à son fils Cregan, qu'elle appelle Oncle. Elle le prévient également qu'Arnolf compte trahir Stannis et qu'il veut la mort de son frère Harrion. Jon envoie un message pour prévenir Stannis, et fait marier Alys Karstark avec Sigorn, Magnar de Thenn.
Jon Snow fait rentrer d'autres sauvageons que Tormund Fléau-d'ogres avait convaincus ainsi que de la famille de celui-ci. Jon veut également faire une expédition pour sauver et ramener les sauvageons qui sont à Durlieu, même si la reine Selyse est contre, tout comme ses propres conseillers, Bowen March et Othell Yarwyck. Ne les écoutant pas, il compte quand même le faire, mais une mauvaise nouvelle survient : Ramsay Bolton annonce à Jon Snow qu'il détient Mance Rayder, qu'il a tué tous ses hommes ainsi que Stannis et qu'il réclame restitution de son épouse. Trahissant les vœux de neutralité de la Garde de la Nuit, Jon Snow décide donc d'aller à Winterfell avec une armée de sauvageons pour faire répondre de ses actes à Ramsay. Il laisse Tormund Fléau-d'ogres prendre sa place à la tête de l'expédition prévue. Mais, avant qu'il puisse partir, Jon est poignardé à plusieurs reprises par des hommes de la Garde de nuit, dont Bowen Marsh.